# Judith Stamm
Pour les articles homonymes, voir Stamm.
Judith Stamm, née le 25 février 1934 à Schaffhouse (originaire de Schleitheim et Zurich) et morte le 20 juillet 2022 à Lucerne, est une personnalité politique suisse du canton de Lucerne, membre du Parti démocrate-chrétien. Elle est conseillère nationale de 1983 à 1999.

## Biographie
Judith Stamm naît le 25 février 1934 à Schaffhouse. Elle est originaire de Schleitheim dans le canton de Schaffhouse et de Zurich. Elle étudie le droit à l'Université de Zurich et y obtient un doctorat. Elle travaille ensuite pour le tribunal du district d'Uster.
Elle entre au service de la police du canton de Lucerne en 1960 et y reste jusqu'en 1980, obtenant le grade de lieutenant-colonel en 1967. Elle est la première femme à devenir officier de police en Suisse. À partir de 1980 et jusqu'en 1992, elle occupe la fonction de juge et d'avocate des mineurs du canton de Lucerne.
Elle est membre du Conseil suisse de la science de 1989 à 1999 et du conseil de la Banque nationale suisse de 1993 à 2001. Elle préside également la Commission fédérale pour les questions féminines.

### Parcours politique
Membre du Parti démocrate-chrétien, Judith Stamm est députée au Grand Conseil du canton de Lucerne de 1971 à 1984. Elle est la première femme à y siéger.
Elle siège au Conseil national de 1983 à 1999 et en est la présidente en 1996-1997. Ses positions progressistes ne sont pas toujours en ligne avec celles de l'aile conservatrice de son parti, notamment en matière de politique sociale ou environnementale,,. Elle est notamment favorable à un abandon de l'énergie nucléaire dès les années 1980. Elle est à l'origine, par le biais d'une motion, de la création du Bureau fédéral de l'égalité en 1988,.
En 1986, elle est candidate au Conseil fédéral contre l'avis de son parti auquel elle reproche de ne pas présenter de candidature féminine pour les deux sièges qui se libèrent. Elle obtient en revanche le soutien des Femmes démocrates-chrétiennes, de l'Alliance des indépendants et des Verts,,. L'Assemblée fédérale lui préfère finalement Arnold Koller et Flavio Cotti,.

## Prix et distinctions.
En 2011, Judith Stamm reçoit un doctorat honoris causa de l'Université de Bâle.